# ارنست اورسل
ارنست اورسل (به انگلیسی: Ernest Orsolle) (زاده ۱۸۵۸ در مون – درگذشته ؟؟ )، جهانگرد بلژیکی بود که به ایران و آسیا سفر کرد.
ارنست اورسل یکی از سیاحانی است که در سال ۱۸۸۲ از راه آهن پاریس با قطار راهی مشرق زمین شد و در اکتبر ۱۸۸۲ از طریق  باکو و انزلی به کشور ایران جهت سیاحت پا گذاشت. سفرنامه قفقاز و ایران (به فرانسوی: Le Caucase Et La Perse) از نوشته‌ها او بوده است. او به زبان‌های انگلیسی، ایتالیایی ، اسپانیایی تسلط فراوان داشته است.
خط سیر سفر ارنست اورسل به این ترتیب بود: 
کرانه خزر (باکو، لنکران، انزلی)، گیلان (رشت، رستم‌آباد، رودبار، منجیل)، قزوین (شهر قزوین، شروان ده، آبیک، حصارک و کرج)، تهران (شهر تهران، ارگ تهران، کاخ‌ها، اطراف تهران)، مازندران (جاجرود، بومهن، اسک، لار، شنگلده،بایجان، رود هراز، امیر کلا، مشهد سر)، دریای خزر، بازگشت به دربند و ورود به پطروفسک.